# Arthur Downes
Arthur Drummond Downes (* 23. Februar 1883 in Glasgow; † 12. September 1956 in Helensburgh) war ein britischer Segler aus Schottland.

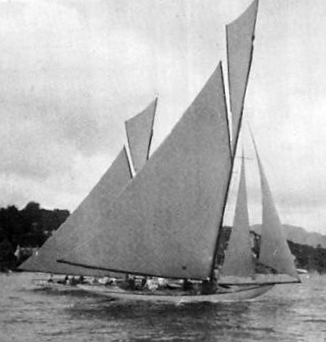
Hera und Mouchette während der olympischen Regatta 1908

## Erfolge
Arthur Downes, der beim Royal Clyde Yacht Club segelte, wurde 1908 in London bei den Olympischen Spielen in der 12-Meter-Klasse Olympiasieger. Bei der auf dem Firth of Clyde in Schottland ausgetragenen Regatta traten lediglich die beiden britischen Boote Hera und Mouchette in zwei Wettfahrten gegeneinander an. Die Hera, zu deren Crew Downes gehörte, gewann beide Wettfahrten, sodass neben Downes und Skipper Thomas Glen-Coats auch die übrigen Crewmitglieder John Aspin, John Buchanan, James Bunten, Gerald Tait, David Dunlop, John Mackenzie, Albert Martin und sein Bruder John Downes die Goldmedaille erhielten.
Zwei Wochen vor der olympischen Regatta erwarb Downes an der University of Glasgow seinen Doktor der Medizin. Nach fünf Jahren in Kelvinside praktizierte er über 40 Jahre in Helensburgh. Arthur Downes war der jüngste von fünf Söhnen eines wohlhabenden Papierfabrikanten.